# Facundo Valverde García
Facundo Valverde García (Madrid 26 de enero de 1935-13 de noviembre de 2020) fue un doctor en medicina y cirugía por la Universidad Complutense de Madrid y profesor de investigación del Instituto de Neurobiología Santiago Ramón y Cajal (CSIC).

## Biografía
Pasó su infancia entre Cartagena (Murcia) y la Sierra del Taibilla (Albacete) donde trabajaba su padre en la construcción de la canalización de aguas hasta Cartagena. Cursó los estudios de Bachillerato en el Colegio Hispania de Cartagena.
En 1953 se trasladó a Madrid para estudiar Medicina. Poco después de acabar la carrera en 1959, tomó la decisión de dedicarse a la investigación, en una época donde esta profesión era prácticamente desconocida, dedicándose al estudio de la estructura, desarrollo y función del cerebro.
Defendió su tesis doctoral en 1962 y entre 1963 y 1965 estuvo becado por los National Institutes of Health (USA) en la Universidad de Harvard en Boston.
A su regreso a España en 1965 continuó sus estudios en el Instituto Cajal del Consejo Superior de Investigaciones Científicas (CSIC) donde llegó a ser Profesor de Investigación. Con la financiación obtenida de varias Fundaciones  Juan March, Lepetit,  Eugenio Rodríguez Pascual,  Ramón Areces) y posteriormente gracias a la financiación de Proyectos de Investigación por la Comisión Asesora de Investigación Científica y Técnica, desarrolló su labor investigadora en Neurociencia durante más de cuarenta años junto a varios discípulos y colaboradores que se formaron o trabajaron junto a él, hasta su jubilación en 2003.
Discípulo del Profesor Fernando de Castro Rodríguez, sus trabajos de investigación se han basado fundamentalmente en el estudio del desarrollo y estructura del cerebro en varios mamíferos utilizando diversas técnicas histológicas.
Ha formado parte de varios comités científicos de evaluación así como de consejos editoriales en revistas especializadas. Autor de numerosas publicaciones en revistas internacionales, diversos libros y capítulos de libros colectivos, ha recibido varios premios por su labor investigadora entre los que cabe destacar el Premio Rey Jaime I de la Generalitat Valenciana en 1992. Falleció en Madrid en noviembre de 2020.

## Labor investigadora
Deprivación sensorial. Plasticidad neuronal.

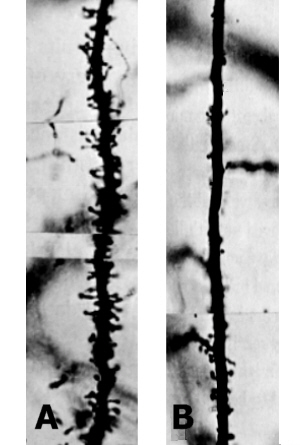
(A) Segmento de dendrita apical de una célula piramidal cubierto de espinas dendríticas en la corteza visual de un ratón normal de 24 días.(B) Segmento de dendrita apical de una célula piramidal prácticamente desprovisto de espinas dendríticas en la corteza visual de un ratón de 24 días mantenido en oscuridad desde su nacimiento.

Entre 1966 y 1970, tomando como modelo experimental la corteza visual, sus estudios se centraron en la demostración de la variabilidad del número de espinas dendríticas (lugar donde se establecen contactos funcionales - sinapsis - sobre las dendritas en las células piramidales de la corteza visual) en ratones con deprivación de la visión por mantenimiento en oscuridad absoluta desde su nacimiento y por distintos periodos de tiempo. Aunque el ratón apenas depende de la visión para el desarrollo de sus funciones, la estructura de la corteza visual en este roedor mantiene el mismo patrón estructural que en el resto de los mamíferos.
La disminución del número de espinas dendríticas en ratones mantenidos en la oscuridad resultó ser altamente significativa en el primer mes de vida del animal, después de que estos abrieran los ojos (el ratón abre los ojos normalmente en torno al día 13-14). En comparación, los animales mantenidos en oscuridad desde su nacimiento por períodos prolongados de tiempo (hasta 6 meses), mostraban también una disminución del número de espinas, si bien este disminución no era tan acusada como en períodos juveniles. Según los datos obtenidos, se demostró que, pese a existir cierta tendencia a la recuperación del número de espinas después de vueltos a la normalidad, quedaba una población de neuronas en la que el número de espinas nunca llagaba a alcanzar cifras normales. La privación visual no afectaba a otras áreas corticales.
Estos estudios demostraron por primera vez que la deprivación sensorial produce variaciones morfológicas en la estructura del cerebro (plasticidad neuronal), estando las espinas dendríticas probablemente implicadas en los procesos de memoria y aprendizaje. Con estas observaciones se obtuvo la conclusión de que la deprivación de la visión provoca una alteración o daño permanente en algunas neuronas de la corteza visual, daño que resultó ser más acusado en animales jóvenes al no recuperar el número normal de espinas dendríticas una vez vueltos a las condiciones normales. (Trabajos publicados 14-22).
Organización de la corteza cerebral.

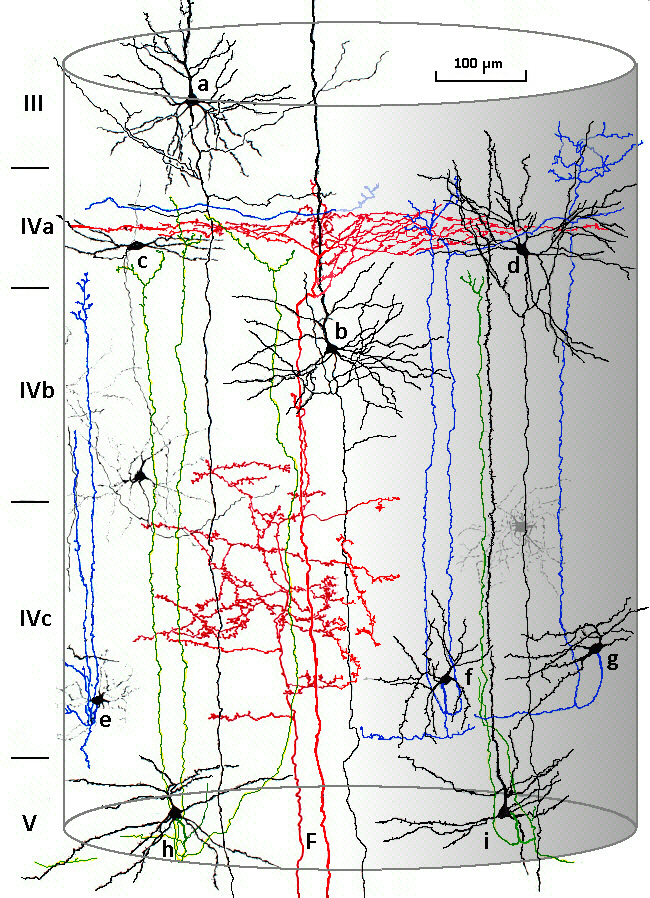
Representación de una columna cortical en la corteza visual del mono (Macaca rhesus).

En el decenio de 1970 a 1980 estudió la organización de la corteza visual primaria en primates (Área 17) describiendo numerosas variedades celulares y estableciendo las bases estructurales de la organización columnar de la corteza cerebral, cuya unidad es la columna cortical extendida en todo el espesor de la corteza cerebral. Esta unidad anatómica y funcional, de unas 400 micras de diámetro, cuyo esbozo estructural describió en 1971, contiene, además de las células piramidales, que representan el 80% de las neuronas de la corteza, un amplio espectro de variedades celulares que pueden caracterizarse, no solo por su morfología, sino también por la longitud y tipo de ramificación axonal y dendrítica que poseen (células piramidales de  axón recurrente, células estrelladas con espinas, células en ovillo, en cesto, de doble penacho, etc). Estos estudios probaron que existen variedades neuronales que, desde un punto de vista morfológico y probablemente funcional también, son distintas para cada especie, existiendo variedades celulares que no se encuentran en otras especies por lo que la descripción de un patrón estructural único no es aplicable a menos de recurrir a una simplificación y generalización extrema. (Trabajos publicados 23, 27-29, 35, 38, 40, 50, 51, 74 y 76).

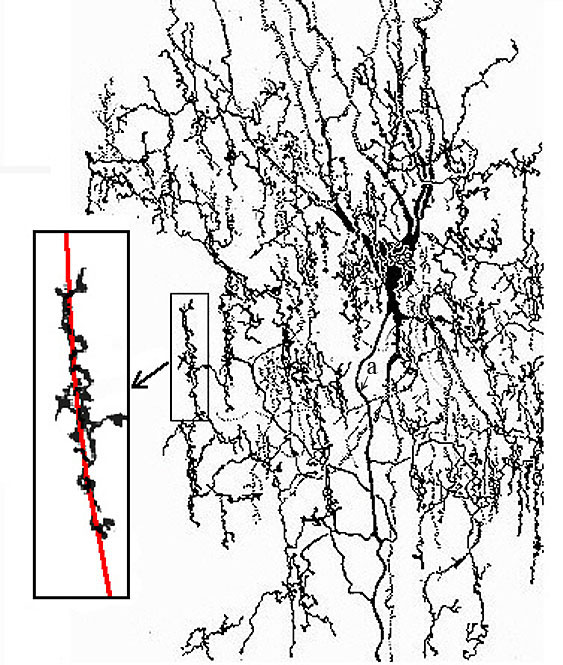
Célula en candelabro en la corteza visual del gato

Las células en candelabro: una nueva variedad neuronal. 
Las células en candelabro corresponden a una variedad neuronal que, junto con su colaborador A. Fairén, describe por primera vez en la corteza visual del gato en 1980. Solo descritas anteriormente como células axo-axónicas en el cerebro de la rata, esta variedad neuronal tiene la particularidad de que sus terminaciones axonales hacen contacto sináptico exclusivamente sobre los segmentos iniciales del  axón de las células piramidales de la corteza cerebral donde probablemente ejerzan un poderoso efecto inhibidor (Trabajos publicados 30 y 31). En estudios posteriores realizados con algunos de sus colaboradores, demostró que esta variedad neuronal no era exclusiva de determinadas especies sino que pueden observarse en toda clase de mamíferos estudiados, desde insectívoros a primates, incluido el hombre (Trabajos publicados 32-35, 38, 40, 50 y 51).
El sistema olfativo.

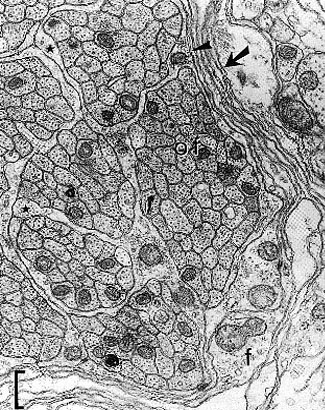
Láminas de glía envolvente rodeando paquetes de fibras olfativas en el bulbo olfativo del erizo (Erinaceus europaeus). Imagen del microscopio electrónico.

A partir de 1986 una serie de estudios centraron su interés en el Sistema olfativo como modelo experimental, dada la especial naturaleza de sus componentes entre los que cabe destacar la presencia de neuronas capaces de reproducirse durante toda la vida y la existencia de una variedad única de neuroglia que ha servido para estudios de regeneración nerviosa en pacientes con lesiones medulares (Trabajos publicados 62 y 70). Todos estos estudios dieron lugar a numerosas publicaciones sobre Anatomía comparada (Trabajos publicados 32, 33, 36-39, 44, 45, 48 y 51), migraciones celulares durante el desarrollo (Trabajos publicados 62-65 y 67) y otra serie de estudios referidos al bulbo, centros olfativos y factores de trascripción implicados en la regionalización del cerebro (Trabajos publicados 55, 68, 70 y 72).

## Premios Y Otras Distinciones
- Premio Santiago Ramón y Cajal en Biología (CSIC), 1962
- Research Fellow in Anatomy, Universidad de Harvard 1963-1965
- Miembro, American Association of Anatomists (USA),desde 1964
- Miembro, Cajal Club (USA), desde 1964
- Jefe de la Sección de Neuroanatomía Comparada. Instituto Santiago Ramón y Cajal (CSIC), 1968-1984
- Premio Santiago Ramón y Cajal en Biología (CSIC), 1970
- Miembro, International Brain Research Organization (IBRO), desde 1970
- Premio Francisco Franco de Ciencias (CSIC) 1971
- Miembro, Society for Neuroscience (SFN), desde 1975
- Miembro del Comité Editorial de la revista Synapse (Wiley, New York), 1975-1998
- Miembro del Comité Editorial de la revista Brain, Behavior and Evolution (S.Karger, Basel), 1978-1990
- Premio Rey Jaime I  1992
- Miembro del Alto Consejo Consultivo de la Generalitat Valenciana, 1992-2000
- Neurona de Plata. Instituto Santiago Ramón y Cajal (CSIC), 2000
- Profesor Vinculado ad honorem. Instituto Santiago Ramón y Cajal (CSIC), 2003-2005

## Trabajos publicados

### Revistas científicas
1. Valverde,F. (1961) Reticular formation of the pons and medulla oblongata. A Golgi study. J.Comp.Neurol.,116:71-100.  Ver abstract en Wiley Online Library
2. Valverde,F. (1961) A new type of cell in the lateral reticular formation of the brain stem. J.Comp.Neurol.,117:189-196. Ver abstract en Wiley Online Library
3. Valverde,F. (1962) Reticular formation of the albino rat’s brain stem. Cytoarchitecture and corticofugal connections. J.Comp.Neurol., 119:25-54.Ver abstract en Wiley Online Library
4. Valverde,F. (1962) Intrinsic organization of the amygdaloid complex. A Golgi study in the mouse. Trab.Ins.Cajal Invest.Biol., 54:291-314.
5. Valverde,F. (1963) Studies on the forebrain of the mouse. Golgi observations. J.Anat. (London) 97:157-180.
6. Valverde,F. (1963) Amygdaloid projection field. Prog.Brain Res., 3:20- 30.
7. Valverde,F. (1963) Efferent connections of the amygdala in the cat. Anat.Rec.,145:355.
8. Valverde,F. (1964) Afferent connections of the amygdala in the cat and rat. Anat.Rec., 148:346.
9. Valverde,F. (1964) The commissural anterior, pars bulbaris. Anat.Rec., 148:406-407.
10. Valverde,F. (1964) Indirect amygdalo-hippocampal connections. Anat.Rec., 148:407.
11. Valverde,F. (1965) Successful Golgi impregnations in brains of mutant mice with deficient myelination. Anat.Rec.,151:479.
12. Valverde,F. (1965) The posterior column nuclei and adjacent structures in rodents: a correlated study by the Golgi method and electron microscopy. Anat.Rec., 151:496.
13. Valverde,F. (1966) The pyramidal tract in rodents. A study of its relations with the posterior column nuclei, dorsolateral reticular formation of the medulla oblongata, and cervical spinal cord. (Golgi and electron microscopic observations). Z.Zellforschung, 71:297-363.
14. Valverde, F. (1967) Apical dendritic spines of the visual cortex and light deprivation in the mouse. Exp. Brain Res., 3: 337–352. Ver abstract en Springer Neuroscience
15. Valverde, F. (1968) Structural changes in the área striata of the mouse after enucleation. Exp. Brain Res., 5: 274–292. Ver abstract en Springer Neuroscience
16. Valverde,F. and Estrella Estéban,M. (1968) Peristriate cortex of mouse. Location and the effects of enucleation on the number of dendritic spines. Brain Res., 9:145-148.
17. Valverde,F. and Ruiz-Marcos,A. (1969) Dendritic spines in the visual cortex of the mouse: introduction to a mathematical model. Exp.Brain Res., 8:269-283. Ver abstract en Springer Neuroscience
18. Ruiz-Marcos,A. and Valverde,F. (1969) The temporal evolution of the distribution of dendritic spines in the visual cortex of normal and dark raised mice. Exp.Brain Res., 8:284-294. Ver abstract en Springer Neuroscience
19. Ruiz-Marcos,A. and Valverde,F. (1970) Dynamic architecture of the visual cortex. Brain Res.,19:25-39. Ver abstract en Elsevier ScienceDirect
20. Valverde,F. (1970) The Golgi method. A tool for comparative structural analyses. En: Contemporary Research Methods in Neuroanatomy. Ed. W.J.H.Nauta & S.O.E.Ebbesson. Springer-Verlag. Berlín, Heidelbeg, New York, pp. 12-31.
21. Valverde,F. and Ruiz-Marcos,A. (1970) The effects of sensory deprivation on dendritic spines in the visual cortex of the mouse: a mathematical model of spine distribution. En: Early Experience and Visual Information Processing in Perceptual and Reading Disorders. Ed. F.A.Young and D.B.Lindsley. National Academy of Sciences, Washington.
22. Valverde, F. (1971) Rate and extent of recovery from dark rearing in the visual cortex of the mouse. Brain Res., 33: 1–11. Ver abstract en Elsevier ScienceDirect
23. Valverde, F. (1971) Short axon neuronal subsystems in the visual cortex of the monkey. Int. J. Neurosci., 1: 181–197.
24. Rafols,J.A. ans Valverde,F. (1973) The structure of the dorsal lateral geniculate nucleus in the mouse. A Golgi and electron microscopic study. J.Comp.Neurol., 150:303-332.
25. Valverde, F. (1973) The neuropil in superficial layers of the superior colliculus of the mouse. A correlated Golgi and electron microscopic study. Z.Anat.Entwicklgesch.,142:117-147.
26. Fairén,A. y Valverde,F. (1973) Centros visuales en roedores. Estructura normal y efectos de la deprivación sensorial sobre la morfología dendrítica. Trab.Inst.Cajal Inves.Biol.,65:87-135.
27. Valverde,F. (1976) Aspects of cortical organization related to the geometry of neurons with intra-cortical axons. J.Neurocytol.,5:509- 529. Ver abstract en PubMed
28. Valverde,F. (1977) Letter to the editors. Lamination of the striate cortex. J.Neurocytol.,6:483-484.
29. Valverde,F. (1978) The organization of area 18 in the monkey. A Golgi study. Anat.Embryol., 154:305-334. Ver abstract en PubMed
30. Fairén,A. and Valverde,F. (1979) Specific thalamo-cortical afferents and their presumptive targets in the visual cortex. A Golgi study. En: Development and Chemical Specificity of Neurons. Prog.Brain Res., 51:419-438. Elsevier, Ámsterdam.
31. Fairén,A. and Valverde,F. (1980) A specialized type of neuron in the visual cortex of the cat: A Golgi and electron microscope study of chandelier cells. J.Comp.Neurol.,194:761-779 Ver abstract en PubMed
32. Valverde,F. and López-Mascaraque,L. (1981) Neocortical endeavor. Basic neuronal organization in the cortex of hedgehog. En: 11th International Congress of Anatomy. Glial and Neuronal Cell Biology. Pp. 281-290. Alan R. Liss, New York.
33. Valverde,F. (1983) A comparative approach to neocortical organization based on the study of the brain of the hedgehog (Erinaceus europaeus). En: Ramon y Cajal Contribution to the Neurosciences. Pp. 149-170. Elsevier, Ámsterdam.
34. De Carlos,J.A., López-Mascaraque,L. and Valverde,F. (1985) Development, morphology and topography of chandelier cells in the auditory cortex of the cat. Develop.Brain Res., 22:293-300. Ver abstract en PubMed
35. Valverde,F. (1985) The organizing principles of the primary visual cortex in the monkey. En: Cerebral Cortex, Vol. 3. Pp. 207-257. Plenum Press, New York.
36. Valverde,F. and Facal-Valverde,M.V. (1986) Neocortical layers I and II of the hedgehog (Erinaceus europaeus). I. Intrinsic organization. Anat.Embryol.,173:413-430. Ver abstract en PubMed
37. Valverde,F., De Carlos,J.A., López-Mascaraque,L. and Doñate-Oliver,F. (1986) Neocortical layers I and II of the hedgehog (Erinaceus europaeus). II. Thalamo-cortical connections. Anat.Embryol.,175:167- 179 Ver abstract en PubMed
38. Valverde,F. (1986) Intrinsic neocortical organization: some comparative aspects. Neuroscience, 18:1-23.
39. López-Mascaraque,L., De Carlos, J.A. and Valverde,F. (1986) Structure of the olfactory bulb of the hedgehog (Erinaceus europaeus) : description of cell types in the granular layers. J.Comp.Neurol.,253:135-152. Ver abstract en PubMed
40. De Carlos,J.A., López-Mascaraque,L. Ramón y Cajal-Agüeras,S. and Valverde,F. (1987) Chandelier cells in the auditory cortex of monkey and man: a Golgi study. Exp.Brain Res., 66:295-302. Ver abstract en PubMed
41. Valverde,F. and Facal-Valverde,M.V. (1987) Transitory population ofcells in the temporal cortex of kittens. Develop.Brain Res.,32:283-288. Ver abstract en PubMed
42. Valverde,F. and Facal-Valverde,M.V. (1988) Postnatal development of interstitial (subplate) cells in the white matter of the temporal cortex of kittens: a correlated Golgi and electron microscope study. J.Comp.Neurol.,269:168-192. Ver abstract en PubMed
43. Valverde,F. (1988) Open peer commentary: competition for the sake of diversity. Behav.Brain Sci.,11:102-103.
44. Valverde,F., López-Mascaraque,L. and De Carlos,J.A. (1989) Structure of the nucleus olfactorius anterior of the hedgehog (Erinaceus europaeus).J.Comp.Neurol., 279:581-600. Ver abstract en PubMed
45. De Carlos,J.A., López-Mascaraque,L. and Valverde,F. (1989) Connections of the olfactory bulb and nucleus olfactorius anterior in the hedgehog (Erinaceus europaeus): Fluorescent tracers and HRP study. J.Comp.Neurol., 279:601-618. Ver abstract en PubMed
46. Valverde,F., Facal-Valverde,M.V., Santacana,M. and Heredia,M. (1989) Development and differentiation of early generated cells of sublayer VIb in the somatosensory cortex of the rat: A correlated Golgi and autoradiographic study. J.Comp.Neurol., 290:118-140. Ver abstract en PubMed
47. Santacana,M., Heredia,M. and Valverde,F. (1990) Transplant connectivity in the rat cerebral cortex. A carbocyanine study. Develop.Brain Res.,56:217-222. Ver abstract en PubMed
48. López-Mascaraque,L. De Carlos,J.A. and Valverde,F. (1990) Structure of the olfactory bulb of the hedgehog (Erinaceus europaeus): A Golgi study of the intrinsic organization of the superficial layers. J.Comp.Neurol., 301:243-261. Ver abstract en PubMed
49. Valverde,F., López-Mascaraque,L. and De Carlos,J.A. (1990) Distribution and morphology of Alz-50-immunoreactive cells in the developing visual cortex of kittens. J.Neurocytol., 19:662-671. Ver abstract en PubMed
50. Valverde,F. (1991) The organization of the striate area. En: Neuroanatomy of the Visual Pathways and their Development. Vision and Visual Dysfunction, Vol. 3, pp. 235-277. Ed. B.Dreher and S.R.Robinson. MacMillan Press, Basingstoke, U.K.
51. Valverde,F. (1991) Aspects of phylogenetic variability of neocortical intrinsic organization. En: The Neocortex. Ontogeny and Phylogeny, pp. 87-102. Ed. B.L.Finlay, G.Innocenti and H.Scheich. Plenum Press, New York and London.
52. De Carlos,J.A., López-Mascaraque,L. and Valverde,F. (1991) Morphological characterization of Alz-50 immunoreactive cells in the developing neocortex of kittens. En: The Neocortex. Ontogeny and Phylogeny, pp. 87-102. Ed. B.L.Finlay, G.Innocenti and H.Scheich. Plenum Press, New York and London.
53. Heredia,M., Santacana,M. and Valverde,F. (1991) A method using DiI to study the connectivity of cortical transplants. J.Neurosci.Meth.,36:17- 25. Ver abstract en PubMed
54. Valverde,F. and López-Mascaraque,L. (1991) Neuroglial arrangements in the olfactory glomeruli of the hedgehog. J.Com.Neurol., 307:658-674. Ver abstract en PubMed
55. Valverde,F., Santacana,M. and Heredia,M. (1992) Formation of an olfactory glomerulus: Morphological aspects of development and organization. Neuroscience, 49:255-275. Ver abstract en PubMed
56. Santacana,M., Heredia,M. and Valverde,F. (1992) Development of the main efferent cells of the olfactory bulb and of the bulbar component of the anterior commissure. Develop.Brain Res., 65:75-83. Ver abstract en PubMed
57. Santacana,M. and Heredia,M. and Valverde,F. (1992) Transient patterns of exuberant projections of olfactory axons during development in the rat. Develop.Brain Res.,70:213-222. Ver abstract en PubMed
58. Valverde,F., Heredia,M. and Santacana,M. (1993) Characterization of neuronal cell varieties migrating from the olfactory epithelium during prenatal development in the rat. Immunocytochemical study using antibodies against olfactory marker protein (OMP) and luteinizing hormone-releasing hormone (LH-RH). Develop. Brain Res., 71:209- 220. Ver abstract en PubMed
59. Valverde,F. (1993) The rapid Golgi technique for staining CNS neurons: Light microscopy. Neurosci. Protocols, 93-050-01-01.
60. Valverde,F. and Santacana,M., (1994) Development and early postnatal maturation of the primary olfactory cortex. Develop.Brain Res.,80:96- 114. Ver abstract en PubMed
61. Valverde,F., López-Mascaraque,L. Santacana,M. and De Carlos, J.A. (1995) Persistence of early-generated neurons in the rodent subplate:Assessment of cell death in neocortex during early postnatal period. J.Neurosci., 15:5014-5024. Ver abstract en PubMed
62. Ramón-Cueto,A. and Valverde,F. (1995) Olfactory bulb ensheathing glia: A unique cell type with axonal growth-promoting properties. Glia, 14:163-173. Ver abstract en PubMed
63. De Carlos,J.A., López-Mascaraque,L. and Valverde,F. (1995) The telencephalic vesicles are innervated by olfactory placode-derived cells: a posible mechanism to induce neocortical development. Neuroscience, 68:1167-1178. Ver abstract en PubMed
64. Valverde,F., De Carlos,J.A., López-Mascaraque,L. (1995) Time of origin and early fate of preplate cells in the cerebral cortex of the rat. Cerebral Cortex.,5:483-493. Ver abstract en PubMed
65. De Carlos,J.A., López-Mascaraque,L. and Valverde,F. (1996) Early olfactory fiber projections and cell migration into the rat telencephalon. Int.J.Develop.Neurosci., 14:853-866. Ver abstract en PubMed
66. López-Mascaraque,L. De Carlos,J.A. and Valverde,F. (1996) Early onset of the rat olfactory bulb projections. Neuroscience, 70:255-266. Ver abstract en PubMed
67. Santacana,M. de la Vega,A.G., Heredia,M. and Valverde,F. (1996) Presence of LHRH (luteinizing hormone-releasing hormono) fibers in the optic nerve, optic chiasm and optic tract of the adult rat. Develop. Brain Res., 91:292-299. Ver abstract en PubMed
68. De Carlos,J.A., López-Mascaraque,L. and Valverde,F. (1996) Dynamics of cell migration from the lateral ganglionic eminence in the rat. J.Neurosci.,16:6146-6156. Ver abstract en PubMed
69. López-Mascaraque,L., García,C., and Valverde,F. and De Carlos, J.A. (1998) Central olfactory structures in Pax-6 mutant mice. Olfaction and Taste XII. Annals N.Y.Acad.Sci., 855:83-94. Ver abstract en PubMed
70. Heredia,M. Gascuel,J., Ramón-Cueto,A., Santacana,M., Ávila,J., Masson,C. and Valverde,F. (1998) Two novel monoclonal antibodies (1.9.E and 4.11.C) against olfactory bulb enshething glia. Glia, 24:352-364. Ver abstract en PubMed
71. Valverde,F. (1999) Building an olfactory glomerulus. J.Comp.Neurol., 415:419-422.
72. Valverde,F., García,C., López-Mascaraque,L. and De Carlos,J.A. (2000) Development of the mammillothalamic tract in normal and Pax-6 mutant mice. J.Comp.Neurol., 419:485-504. Ver abstract en PubMed
73. Jiménez,D., García,C. de Castro,F., Chédotal,A., Sotelo,C., De Carlos,J.A. Valverde,F. and López-Mascaraque,L. (2000) Evidence for intrinsic development of olfactory structures in Pax-6 mutant mice. J.Comp.Neurol., 428:511-526.Ver abstract en PubMed
74. Valverde,F. (2002) Dendritic spines and light deprivation: The early stages. IBRO History of Neuroscience.
75. Jiménez, D., López-Mascaraque,L., de Carlos, J.A. and Valverde, F. (2002) Further studies on cortical tangential migration in wild type and Pax-6 mutant mice. J.Neurocytol.,31:719-728. Ver abstract en PubMed
76. Jiménez, D., López-Mascaraque, L.M., Valverde, F. and De Carlos, J.A. (2002) Tangential migration in neocortical development. Develop.Biol.,244:155-169. Ver abstract en PubMed
77. Valverde,F. (2002) Neuronal changes during development and evolution (an overview). Prog.Brain Res., 136:3-10. Ver abstract en PubMed
78. Valverde,F. (2002) Estructura de la corteza cerebral. Organización intrínseca y análisis comparative del neocortex Archivado el 12 de marzo de 2013 en Wayback Machine.. Revisiones en Neurociencia. Rev.Neurol.,34:758-780
79. Valverde,F. (2003) Conferencia Cajal. El bulbo olfativo: un modelo para estudios experimentales. Neurología, 18:177-186. Ver abstract en PubMed
80. Valverde,F. (2004) Estructura y organización de la corteza visual primaria. Investigación y Ciencia. Mente y Cerebro, 6:10-19.  Ver abstract

### Libros
1. Valverde,F. (1965) Studies on the Piriform Lobe. Pp. 131. Harvard University Press, Cambridge, Massachusetts.
2. Valverde,F. (1968) El Sistema Central Internuncial. Monografías de Ciencia Moderna Nº 78. Pp. 66. CSIC, Premio "Ramón y Cajal" 1962.
3. Valverde,F. (1998) Golgi Atlas of the Postnatal Mouse Brain. Pp. 146. Springer-Verlag, Wien, New York.